# Тетерівка (Житомирський район)
Те́терівка (до 1946 року — Альбі́нівка) — село в Україні, центр Тетерівської сільської територіальної громади Житомирського району Житомирської області. Населення становить 2498 осіб.

## Географія
У селі річка Побитівка впадає у річку Тетерів, праву притоку Дніпра.

## Історія
Люди в околицях села жили з часів неоліту. Поблизу села знаходиться декілька поселень доби неоліту, доби бронзи, І тис. до н. е., V—X ст. н. е., VI—VII ст. та VIII—IX ст.
У 1906 році село Троянівської волості Житомирського повіту Волинської губернії. Відстань від повітового міста 18 верст, від волості 18. Дворів 37, мешканців 222.
Село постраждало внаслідок геноциду українського народу, проведеного урядом СРСР 1932—1933. Зокрема, за даними Тетерівської сільради, від Голодомору 1932—1933 років загинуло 7 людей: Вакальчук Роман Пилипович, Каліта Іван Олександрович, Котюк Павлина Миколаївна, Омельчук Ніла Петрівна, Рожанчук Надія Іванівна, Рожанчук Любов Іванівна, Рожанчук Анатолій Олександрович.

## Населення

### Мова
Розподіл населення за рідною мовою за даними перепису 2001 року:
| Мова       | Кількість | Відсоток |
| ---------- | --------- | -------- |
| українська | 2373      | 95.00%   |
| російська  | 74        | 2.96%    |
| ромська    | 48        | 1.92%    |
| білоруська | 2         | 0.08%    |
| вірменська | 1         | 0.04%    |
| Усього     | 2498      | 100%     |

## Відомі люди
- Зіновчук Марія Пилипівна (* 1948) — українська письменниця
- Зіновчук Микола Миколайович — український письменник, прозаїк, заслужений журналіст України, член Національної спілки письменників України (1989).
- Рожанчук Микола Михайлович — український радянський діяч.